# Kalabsha

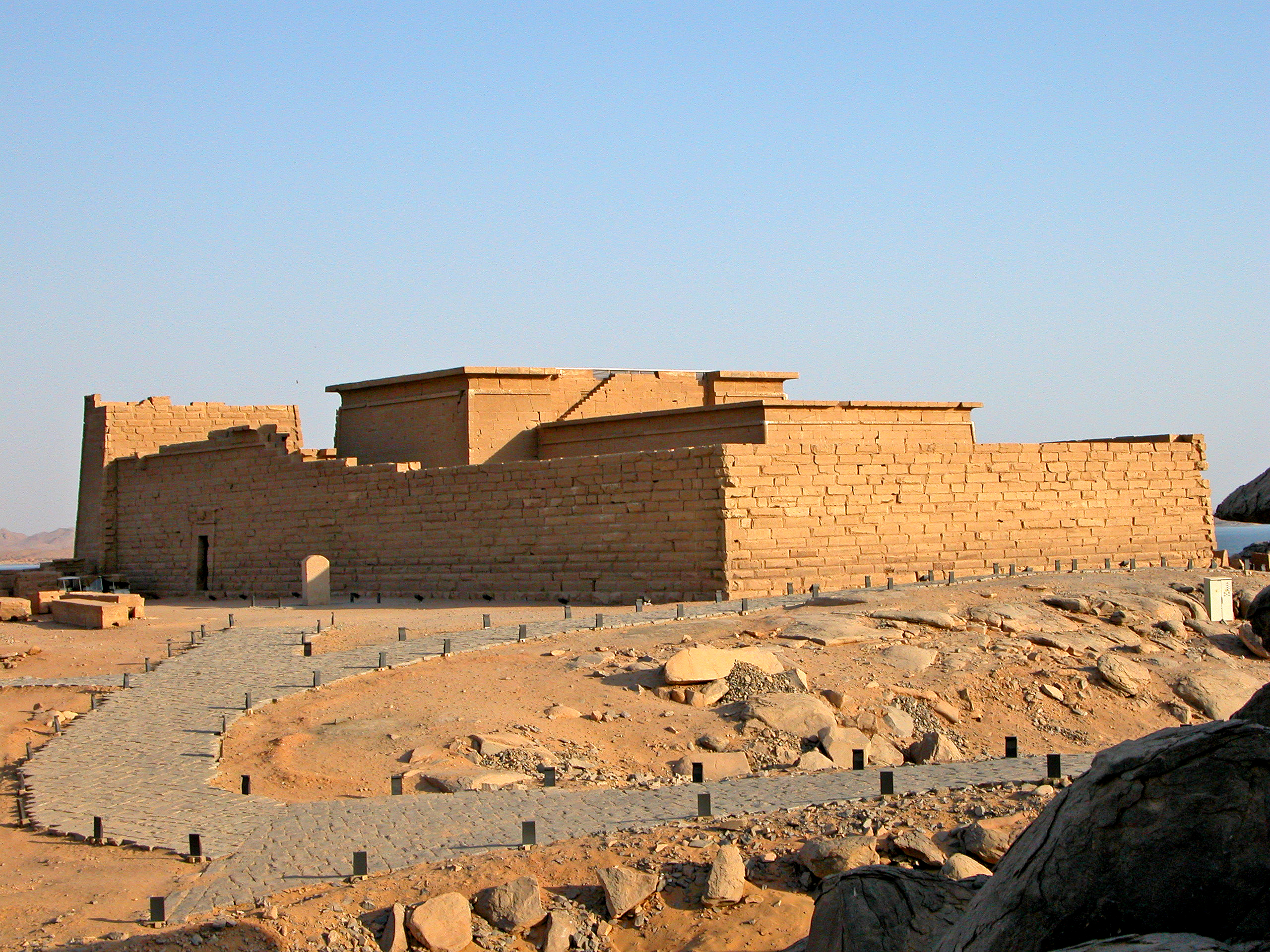
Temple de Kalabsha

Kalabsha fou una ciutat de Núbia amb un important temple, que era el més gran de Núbia (el segon, si es compta Files, en territori egipci), amb un perímetre de 70 × 30 m. Estava situada uns 50 km al sud de la primera cascada del Nil i a la riba del riu. El nom egipci era Taser, Taset o Termis, i el nom grec fou Talmis. El poble va desaparèixer colgat per l'aigua embassada a Assuan. El temple fou construït per Cèsar August en honor del déu de la fertilitat Mandulis, que era la deïtat local. Conté inscripcions del rei Silko de Nobàtia explicant una victòria sobre els blèmies.
A la dècada del 1960, el temple fou desmuntat del seu emplaçament per evitar la seva desaparició i fou reconstruït a l'esquerra del llac Nasser. Fou el primer trasllat d'un temple i va ser realitzat per un equip alemany amb finançament de la República Federal Alemanya, quedant finalitzat el 1970.